# Bahnhof Baden bei Wien

Der Bahnhof Baden ist ein ehemaliger Bahnhof und eine heutige Haltestelle an der zweigleisigen Südbahn in Baden in Niederösterreich.

## Geschichte
Die Geschichte des Bahnhofs geht bis in das Jahr 1839 zurück, als in Baden während des Baus der Südbahn zunächst eine provisorische Werkstätte errichtet und 1840 der Bauplan für einen umfassend ausgestatteten Bahnhof vorgelegt wurde. Auf einer Fläche von 220 auf 30 Metern wurden ein Empfangsgebäude, eine Remise, eine Schmiede und ein „Wasserstationsgebäude“ errichtet; die Bahnhofshalle überdeckte zwei Haupt- und drei Nebengleise. Verantwortlich für den Bau war Mathias Schönerer (1807–1881). Zudem wurden auf beiden Seiten des Bahnhofs Rampen errichtet, die mit Pferdekutschen befahren werden konnten. Nach Umbauten 1896 und 1920 erfolgte 1955 eine Sanierung, bei der das Erscheinungsbild des Bahnhofsgebäudes stark verändert wurde.
Bis in die 1990er Jahre war Baden Haltepunkt mehrerer internationaler Schnellzüge von und nach Italien, um Touristen und Kurgästen eine direkte Verbindung in die Kurstadt zu ermöglichen. Da diese mit bis zu 18 Wagen verkehrten, führte dies wegen der kurzen Bahnsteige zu betrieblichen Problemen. Da die letzten Wagen außerhalb des Bahnsteigs zum Stehen kamen, mussten Reisende, die in Baden aussteigen wollten, vom Zugpersonal in die vorderen Wagen gebracht werden. Die Touristen und Kurgäste waren auch der Grund dafür, dass die Haltestelle anstelle eines Blockwärters mit einem Fahrdienstleiter besetzt war, dessen Mehrkosten sich die Stadt Baden und die ÖBB teilten.

### Modernisierung 2002–2004
Im September 2002 begann nach einem Entwurf von Henke Schreieck Architekten ein vollständiger Umbau, bei der das Empfangsgebäude mit einer Investitionssumme vom 18,7 Millionen Euro ersetzt wurde. Dabei wurden auch Aufzüge eingebaut, die Bahnsteigkanten erhöht, beidseitig der Südbahn Lärmschutzwände aufstellt sowie eine P&R-Anlage errichtet. Der Neubau wurde am 15. Oktober 2004 eröffnet.

## Betrieb

### Eisenbahn
Baden wird täglich mindestens zwei Mal pro Stunde von R & REX-Zügen Richtung Wiener Neustadt bzw. Wien Floridsdorf bedient, zu Stoßzeiten auch öfter. Außerdem verkehren im Halbstundentakt Schnellbahnzüge der Linien  und . Ein Intercity hält abends werktäglich, somit zählt Baden zu den Fernverkehrshalten in Österreich. Es besteht eine Übergangsmöglichkeit zum Bahnhofsvorplatz, wo einige Buslinien abfahren, und zur Haltestelle Baden Viadukt der Lokalbahn Wien–Baden.
Zur Haltestelle gehört auch der 1,5 km weiter nördlich gelegene Frachtenbahnhof Baden (Nummer 03117-9), ausgestattet mit einer Seiten- sowie einer Kopframpe. Er ist normalerweise unbesetzt und wird von der ÖBB-Railcargo nur nach Vereinbarung bedient.
| Linie                                  | Strecke | Takt (min)    | Anmerkungen |
| -------------------------------------- | --- | ------------- | --- |
| IC 855                                 | Wien Hbf. - Wien Meidling - Baden - Wiener Neustadt Hbf. - Mürzzuschlag - Kapfenberg - Bruck/Mur - Graz Hbf. | 1 Zug         | Einziger Fernverkehrszug, der fahrplanmäßig in Baden hält. Verkehrstage: Mo - Do, Sa Vor der Fahrplanperiode 2025 als Zuggattung Schnellzug (D). |
| CJX9                                   | (Retz / Laa a.d. Thaya / Wien Leopoldau / Bratislava-Petržalka) Wien Floridsdorf - Wien Hbf. - Wien Meidling - Baden - Wiener Neustadt Hbf. - Neunkirchen NÖ - Gloggnitz - Payerbach-Reichenau - (Mürzzuschlag) | '60           | zur HVZ im 30-Minuten-Takt. |
| REX1                                   | Breclav - Bernhardtsthal - Gänserndorf - Wien Hbf (Bahnsteig 1-2). - Wien Meidling - Baden - Wr.Neustadt Hbf. | '30           | |
| REX3                                   | Znojmo - Retz - Wien Hbf (Bahnsteig 1-2). - Wien Meidling - Baden - Wr.Neustadt Hbf. | '30           | Taktverdichtungen in den Stoßzeiten; zur HVZ auch „beschleunigte“ Züge ohne Halt in Felixdorf, Bad Vöslau und Wien Liesing                       |
| REX92 / 93                             | (Deutschkreutz / Sopron) Hartberg - Friedberg in der Stmk - Aspang - Wr. Neustadt Hbf. - Baden - Wien Meidling - Wien Hbf. | Einzelne Züge | Burgenlandsprinter |
| R                                      | (Puchberg am Schneeberg / Gutenstein) - Wr.Neustadt Hbf. - Baden - (Wien Liesing) - Wien Meidling - Wien Hbf. - (Korneuburg - Stockerau - Tullnerfeld) | Einzelne Züge | Ergänzung zu & |
| Österreichische Bundesbahnen · S3 · S4 | Wr.Neustadt Hbf. - Wr.Neustadt Nord - Theresienfeld - Felixdorf - Sollenau - Leobersdorf - Kottingbrunn - Bad Vöslau - Baden - Pfaffstätten - Gumpoldskirchen - Guntramsdorf-Thallern - Mödling - Brunn-Maria Enzersdorf - Perchtoldsdorf - Wien Liesing - Wien Atzgersdorf - Wien Hetzendorf - Wien Meidling - Wien Matzleinsdorfer Platz - Wien Hbf. - Wien Quartier Belvedere - Wien Rennweg - Wien Mitte - Wien Praterstern - Wien Traisengasse - Wien Handelskai - Wien Floridsdorf - Wien Brünner Straße - Wien Jedlersdorf - Wien Strebersdorf - Langenzersdorf - Bisamberg - Korneuburg - (...) - Stockerau - Hollabrunn / Absdorf-Hippersdorf / Hausleiten | '60           | zur HVZ im 30-Minuten-Takt |
|                                        | Wien Oper - (...) - Bahnhof Meidling - Vösendorf-SCS - Traiskirchen - Baden Viadukt - Baden Josefsplatz | '15           | Haltestelle „Baden Viadukt“ |

### Bus
Am Vorplatz des Bahnhofs halten mehrere innerstädtische und regionale Buslinien:
| Linie | Strecke | Takt                                                    | Betreiber           | Anmerkungen |
| ----- | --- | ------------------------------------------------------- | ------------------- | --- |
| 108   | Baden - Alland - St.Pölten Landhaus - St. Pölten Hauptbahnhof | '30                                                     | Oberger             | Expresslinie (Wieselbus) Nur vier Kurse Mo–Fr |
| 301   | Bad Vöslau - Baden - Neu Guntramsdorf - IZ NÖ-Süd | '30 - '60                                               | Dr.Richard, Partsch | |
| 302   | Baden - Trumau - Oberwaltersdorf | '30-'120                                                | Dr.Richard          | |
| 303   | Bad Vöslau (Rauhenstein) - Baden - Vösendorf-Siebenhirten - Wien Oper/Karlsplatz | '60                                                     | Dr.Richard          | Betrieb zwischen 18:00 – 04:40 |
| 304   | Baden / Oeynhausen - Möllersdorf - Traiskirchen | 10 Kurse Werktags bzw. 5 Samstags, Sonn- und Feiertagen | Dr.Richard          | |
| 306   | Baden - Alland - Eichgraben/Altlengbach Bahnhof | '60 -'120                                               | Dr.Richard          | |
| 308   | Baden - Rauhenstein - Gaaden - Alland - Altenmarkt/Triesting | '10 - '60                                               | Dr.Richard          | |
| 310   | Baden - Oberwaltersdorf - Leobersdorf - Gainfarn Gymnasium | '15 - '60                                               | Blaguss             | Sonntags kein Verkehr |
| 315   | Baden - Sooss Obere Hauptstraße - Bad Vöslau - Berndorf - Weissenbach an der Triesting | '60 - '120                                              | Blaguss             | Mo–Fr |
| 320   | Baden - Ebreichsdorf - Unterwaltersdorf | '30 - '60                                               | Dr. Richard         | |
| A     | Josefsplatz - Weilburgplatz - Gallstraße - Baden Bahnhof - Josefsplatz | '30                                                     | Blaguss             | Mo–Fr / Samstag bis 12:12 wenn Werktag, kein Adventsamstag, oder 1. Samstag des Monats. Ansonsten bis ~14:00 Uhr bzw. ~17:00 Uhr. Sonntags Verkehr von ~08:00 Uhr bis ~17:00 Uhr am 1.11 (auch sonntags) und 8.12. (nicht sonntags) |
| B     | Franz-Gehrer-Straße - Baden Bahnhof - Josefsplatz - Marchetstraße - Josefsplatz - Baden Bahnhof - Franz-Gehrer-Straße                                                                            | '30                                                     | Blaguss             | Gilt wie bei Linie A. |
| C     | Kanalgasse - Bezirkshauptmannschaft - Baden Bahnhof - Josefsplatz - Kurpark - Germergasse - Adolfine-Malcher-Gasse - Kurpark - Josefsplatz - Baden Bahnhof - Bezirkshauptmannschaft - Kanalgasse | '30                                                     | Blaguss             | Gilt wie bei Linie A. |